# Piula d'esperons de Fülleborn
La piula d'esperons de Fülleborn (Macronyx fuelleborni) és un ocell de la família dels motacíl·lids (Motacillidae).

## Hàbitat i distribució
Habita praderies i bosc miombo a Angola, excepte nord-oest, extrem nord de Namíbia, sud i sud-est de la República Democràtica del Congo, Zàmbia i sud-oest de Tanzània.